# Музей Дейр-ез-Зору
Музей Дейр-ез-Зору — археологічний та історичний музей, присвячений історії регіону Джезіре. Заснований 1974 року. Знаходиться в місті Дейр-ез-Зор (Сирія).

## Історія
1974 року, коли було засновано музей, спершу експонати розмістили в одному з торгових центрів міста. 1983 року музей одержав власне приміщення, переїхавши до колишнього будинку суду, спорудженого 1930 року. З 1996 року музей має нове власне приміщення, яке було спорудене в рамках спільного німецько-сирійського проекту.
Нове приміщення має 1600 м² площі для виставлення експозиції. Колекція музею почалася з 140 об'єктів, подарованих Національним музеєм Дамаска, тоді як сьогодні тут виставлено більше 25 000 експонатів, серед них більшість глиняних табличок з клинописами, що були знайдені в стародавньому місті Марі. Тут також виставлено експонати з таких відомих давніх городищ Сирії, як Тель Брак, Тель Бейдар, Тель Лейлан та Тель Мозан. Чимало експонатів походять з давньоримського міста Дура Европос.

## Колекції
Колекції музею поділяються на п'ят тематичних відділів:
- Доісторичний період
- Давня Сирія (пізня мідна доба до 1 тисячоліття до н. е.)
- Античність
- Ісламська історія
- Етнологія.

У музеї представлено реконструкції деяких давніх будівель в натуральну величину.